# Centruroides granosus
Espèce
Synonymes
- Centrurus granosus Thorell, 1876

Centruroides granosus est une espèce de scorpions de la famille des Buthidae.

## Distribution
Cette espèce est endémique du Panama.

## Description
Le mâle holotype mesure 54 mm.
Le mâle décrit par Armas, Teruel et Kovařík en 2011 mesure 64,71 mm et les femelles 65,41 mm et 66,01 mm.

## Systématique et taxinomie
Cette espèce a été décrite sous le protonyme Centrurus granosus par Thorell en 1876. Elle est placée en synonymie avec Centruroides margaritatus par Pocock en 1902. Elle est relevée de synonymie par Armas et Trujillo en 2010.

## Publication originale
- Thorell, 1876 : « Études Scorpiologiques. » Atti della Societa Italiana di Scienze Naturali, vol. 19, p. 75–272 (texte intégral).